# تمييز (قانون)
التمييز هو أحد المبادئ بموجب القانون الدولي الإنساني وينظم هذا المبدأ الاستخدام القانوني للقوة في النزاع المسلح، حيث يتعين على المتنازعين التمييز فيما بين المقاتلين والمدنيين. ويعد التمييز والتناسب عاملين هامين في تقييم الضرورة العسكرية حيث إن الضرر الذي يلحق بالمدنيين أو ممتلكاتهم يجب أن يكون تناسبيًا وغير مفرط فيما يتعلق بالميزة العسكرية الملموسة والمباشرة المتوقعة من الهجوم على أحد الأهداف العسكرية.

## تدوين القانون
تم تناول التمييز من خلال البروتوكول الأول (الإضافي لاتفاقيات جنيف)، الفصل الثاني: «المدنيون والسكان المدنيون». وتحدد المادة رقم 50 تعريف من هو المدني ومن هم السكان المدنيون؛ وتصف المادة رقم 51 الحماية التي ينبغي توفيرها للسكان المدنيين؛ وينظم الفصل الثالث استهداف الممتلكات المدنية. كما تحظر المادة رقم 8 (2) (ب) (ط) من نظام روما الأساسي للمحكمة الجنائية الدولية عمليات الهجوم الموجهة ضد المدنيين. لم تصدق جميع الدول على البروتوكول الأول أو على نظام روما الأساسي، ولكنه يمثل أحد المبادئ المقبولة في القانون الدولي الإنساني حيث إن الاستهداف المباشر للمدنيين يعد خرقًا للقوانين العرفية للحرب وملزمًا لجميع الأطراف المتنازعة.
كان لويس مورينو أوكامبو المدعي العام في المحكمة الجنائية الدولية هو الذي حقق في الادعاءات المتعلقة بجرائم الحرب خلال غزو العراق عام 2003. وقد نشر خطابًا مفتوحًا يحتوي على النتائج التي توصل إليها في قسم تحت عنوان «ادعاءات بشأن جرائم الحرب».

## كتابات أخرى
- Rod Powers Law of Armed Conflict (LOAC) نسخة محفوظة 14 أغسطس 2016 على موقع واي باك مشين.

## الحواشي
1. ↑  Joel Greenberg Civilians, Illegal Targeting of نسخة محفوظة 09 فبراير 2011 على موقع واي باك مشين.
2. ↑  Civilian in this instance means civilians who are non-combatants. Article 51.3 of Protocol I to the Geneva Conventions explains that "Civilians shall enjoy the protection afforded by this section, unless and for such time as they take a direct part in hostilities".
3. ↑  Article 52 of Additional Protocol I to the Geneva Conventions provides a widely-accepted definition of military objective: "In so far as objects are concerned, military objectives are limited to those objects which by their nature, location, purpose or use make an effective contribution to military action and whose total or partial destruction, capture or neutralization, in the circumstances ruling at the time, offers a definite military advantage" (Source: Luis Moreno-Ocampo References page 5, footnote 11).